# Mutual and Balanced Force Reductions

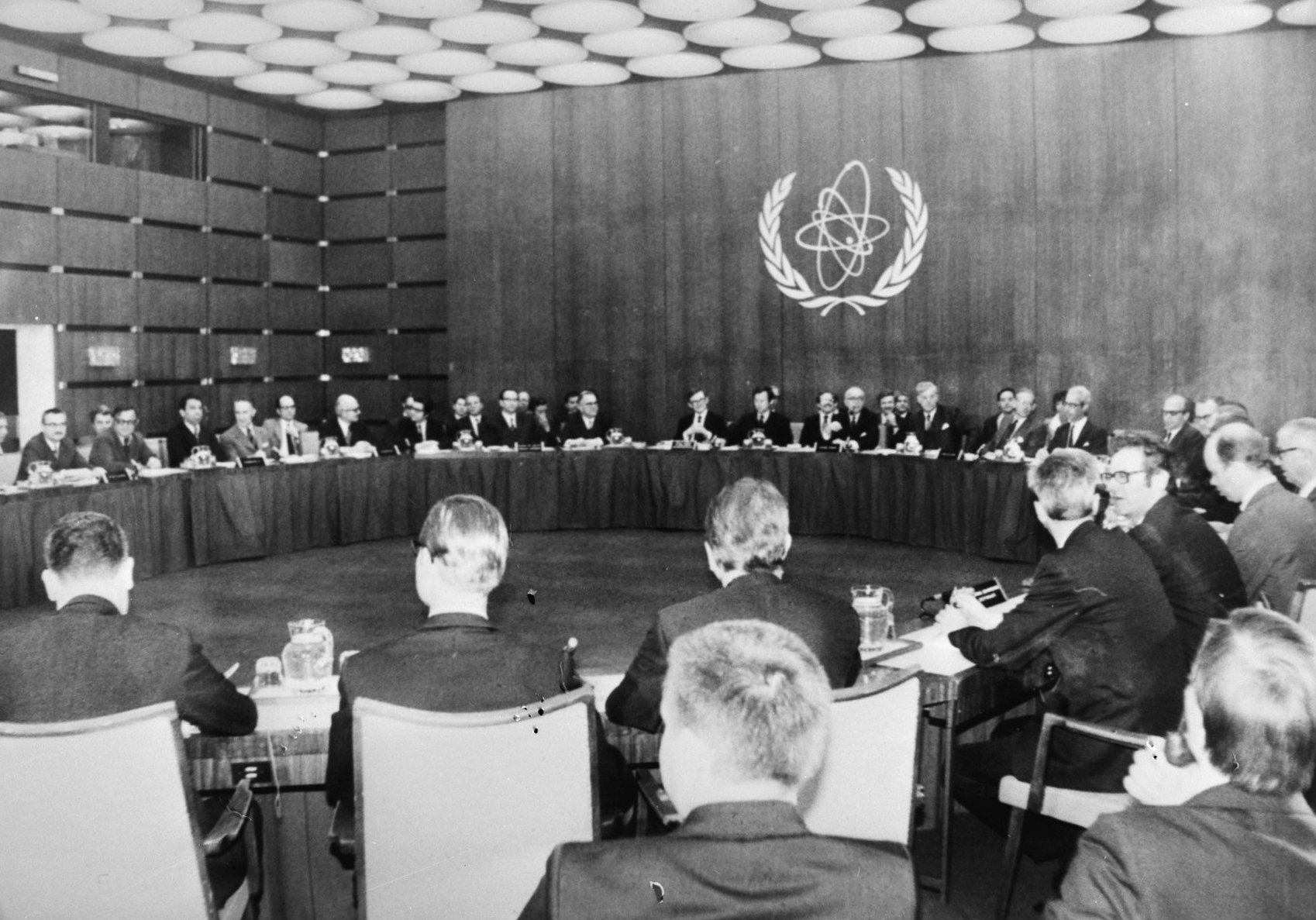
„Verhandlungen über die gegenseitige Verminderung von Streitkräften und Rüstungen und damit zusammenhängende Maßnahmen in Europa“, Sitzung in Wien 1973

Mutual and Balanced Force Reductions (MBFR; deutsch beiderseitige und ausgewogene Truppenverminderungen) waren am 30. Oktober 1973 in der Hofburg in Wien begonnene „Verhandlungen über die gegenseitige Verminderung von Streitkräften und Rüstungen und damit zusammenhängende Maßnahmen in Europa“. Die Verhandlungen verliefen parallel zur Konferenz für Sicherheit und Zusammenarbeit in Europa in Helsinki, wo die (besonders strittigen) Rüstungsfragen ausgeklammert waren.

## Beginn der Verhandlungen
Basis für die Aufnahme der Verhandlungen war eine Entspannungspolitik zwischen Ost und West Anfang der 1970er Jahre. Die Initiative ergriff 1968 die NATO (Signal von Reykjavík), 1971 signalisierte auch der sowjetische Staats- und Parteichef Leonid Iljitsch Breschnew Gesprächsbereitschaft (Signal von Tiflis).

## Ziel der Verhandlungen
Ziel der Verhandlungen war ein Abkommen über die Abrüstung und Kontrolle konventioneller Waffen und Streitkräfte in den Territorien der NATO-Staaten Bundesrepublik Deutschland, Niederlande, Belgien und Luxemburg und der Staaten des Warschauer Paktes DDR, ČSSR und der Volksrepublik Polen. An den direkten Gesprächen nahmen auch Vertreter aus den USA, Großbritannien und Kanada teil, die größere Truppenstationierungen auf dem europäischen Kontinent und insbesondere in Westdeutschland unterhielten, sowie auf östlicher Seite die Sowjetunion. Richtschnur der Gespräche war der Grundsatz unverminderter Sicherheit aller Beteiligten. Der militärische Status quo in Mitteleuropa sollte unangetastet bleiben.

## Problematik der Verhandlungen
Als problematisch erwiesen sich bei den Verhandlungen folgende Punkte:
- Die Vergleichbarkeit unterschiedlicher Waffensysteme war das Kernproblem der mitteleuropäischen Rüstungsreduzierung. Herkömmliche Kräftevergleiche stellten gleiche Waffensysteme gegenüber, ohne den unterschiedlichen Funktionszusammenhang der Systeme in den jeweiligen Militärstrategien zu berücksichtigen.
- Geringes Interesse an konventioneller Abrüstung auf beiden Seiten, der Schwerpunkt der Abrüstungsverhandlungen lag auf Kernwaffen.
- Die NATO verlangte eine asymmetrische Reduktion zugunsten des Westens vom Warschauer Pakt (wer mehr hat, muss mehr abrüsten). Der Osten forderte eine zahlengleiche Abrüstung.
- Der Warschauer Pakt legte Zahlen seiner Truppenstärken vor, die von westlichen Schätzungen weit differierten und eine weitgehende Parität der Streitkräfte vorgaben. Es kam zum Datenstreit zwischen den Verhandlungspartnern.

## Ende der Verhandlungen
Am 2. Februar 1989 wurden die MBFR-Verhandlungen nach fast 16 Jahren erfolglos abgebrochen und durch die am 9. März 1989 begonnenen Verhandlungen zu einem Vertrag über Konventionelle Streitkräfte in Europa (KSE) ersetzt. Die MBFR-Verhandlungen hatten zumindest bewirkt, dass die beiden Machtblöcke im Gespräch blieben, und somit trotz unterschiedlicher Positionen zur Vertrauensbildung beigetragen.